# Steadfast Defender 2024
«Steadfast Defender 2024» або «Steadfast Defender 24» (з англ. — «Стійкий захисник 2024», скорочено STDE24) — навчання НАТО, яке проходитиме з 22 січня по 31 травня 2024 року в трансатлантичному регіоні. Воно покликане для відпрацювання відповіді на гіпотетичну агресію з боку держави або супротивника проти країни-члена з задіянням статті 5 (випадок альянсу) Північноатлантичного договору. Навчання є частиною серії маневрів Steadfast Defender. Це найбільші маневри НАТО з часів закінчення холодної війни.

## Чисельність війська
Загальна чисельність військ становить понад 90 000 солдатів. Велика Британія оголосила, що надасть 20 000 військовослужбовців для проведення маневрів. Британська армія заявляє про 16 000 солдатів. Серед них буде бойова частина 7-ї легкої механізованої бригади. Королівський військово-морський флот надасть 2000 моряків. Серед інших зазначено 15 000 польських, 10 000 німецьких і 5 000 нідерландських солдатів.

## Контекст
Верховний головнокомандувач Об'єднаних збройних сил НАТО в Європі (ВГК ОЗС НАТО в Європі) і командувач EUCOM Крістофер Каволі підкреслив, що Росія збільшила свої військові витрати у світлі її військових дій в Україні, які почалися в лютому 2022 року, і що хоча багато європейських союзників передали Україні обладнання і боєприпаси, союзники по НАТО мають мало часу, щоб збільшити власні матеріальні витрати та власну військову підготовку до майбутніх непередбачених обставин.  Див. Іноземну участь у російському вторгненні в Україну

## Залучені держави

Країни-члени НАТО в Європі (темно-синій)

У навчаннях беруть участь усі 31 країна-член НАТО, а також спостерігач і кандидат на вступ Швеція:
- Бельгія
- Велика Британія
- Данія
- Ісландія
- Італія
- Канада
- Люксембург
- Нідерланди
- Норвегія
- Португалія
- США
- Франція
- Греція
- Туреччина
- Німеччина
- Іспанія
- Чехія
- Угорщина
- Польща
- Болгарія
- Естонія
- Латвія
- Литва
- Румунія
- Словаччина
- Словенія
- Албанія
- Хорватія
- Чорногорія
- Північна Македонія
- Фінляндія

## Техніка
У маневрах планується задіяти наступну військову техніку:
- Понад 50 кораблів
- Понад 80 винищувачів, гелікоптерів і дронів
- Близько 1100 бойових машин

## Quadriga 2024

Карта маневрів Quadriga 2024 з чотирма частковими маневрами

У зв'язку з Steadfast Defender 2024 Бундесвер також проведе власні навчання — Quadriga 2024 (з англ. — «Квадрига»). Quadriga 2024 знову розділена на чотири маневри, які мають на меті відпрацювати оповіщення, передислокацію військ і ведення бою. Чотири субманеври: «Гранд центр» у середині-кінці лютого, «Гранд Північ» у середині лютого-середина березня, «Гранд південь» у кінці квітня-кінці травня та «Гранд квадрига» у травні 2024 року. У навчаннях беруть участь понад 12 тисяч солдатів Бундесверу, зокрема з 10-ї танкової дивізії. За словами генерального інспектора Бундесверу Карстена Брейера, «Квадрига 2024» є «першими навчаннями Бундесверу, в яких оборона східного флангу НАТО поєднується з роллю Німеччини як опори для захисту Європи».

## Dragon-24
У рамках Steadfast Defender 2024 з 25 лютого по 14 березня 2024 року Польща проведе національні маневри «Dragon-24». У навчаннях візьмуть участь переважно солдати 11-ї бронекавалерійської дивізії та 16-ї механізованої дивізії, а також війська Сил територіальної оборони, Командування спеціальних військ, ВПС, Військово-морських сил, а також Сил реагування НАТО. Маневри проходитимуть переважно на базі Сухопутних військ Дравско. Планується задіяти понад 3500 одиниць техніки, в тому числі 100 гусеничних машин, включаючи танки зі США, Іспанії та Франції. Військовослужбовці під час навчань планують виконати численні завдання, включаючи переправи через річки з важкою технікою, а також переміщення гусеничної та колісної техніки на відстань понад 480 км дорогами загального користування та бездоріжжям.

## Додаткові маневри
Маневр Nordic Response 24 (з англ. — «Нордична відповідь») відштовхуватиметься від Steadfast Defender у 2024 році, але не буде його частиною. Також в ході Steadfast Defender проводяться маневри «Saber Strike 24», «Immediate Response 24» і «Swift Response 24».